# Diocesi di Marsabit
La diocesi di Marsabit (in latino: Dioecesis Marsabitensis) è una sede della Chiesa cattolica in Kenya suffraganea dell'arcidiocesi di Nyeri. Nel 2021 contava 62.440  battezzati su 471.740 abitanti. È retta dal vescovo Peter Kihara Kariuki, I.M.C.

## Territorio
La diocesi comprende i distretti civili di Marsabit e Moyale nella Provincia Orientale in Kenya.
Sede vescovile è la città di Marsabit, dove si trova la procattedrale di Nostra Signora della Consolata.
Il territorio è suddiviso in 17 parrocchie.

## Storia
La diocesi è stata eretta il 25 novembre 1964 con la bolla Arcana Isaiae di papa Paolo VI, ricavandone il territorio dalla diocesi di Nyeri (oggi arcidiocesi).
Originariamente suffraganea dell'arcidiocesi di Nairobi, il 21 maggio 1990 è entrata a far parte della provincia ecclesiastica di Nyeri.
Il 15 giugno 2001 ha ceduto una porzione del suo territorio a vantaggio dell'erezione della diocesi di Maralal.

## Cronotassi dei vescovi
Si omettono i periodi di sede vacante non superiori ai 2 anni o non storicamente accertati.
- Carlo Maria Cavallera, I.M.C. † (25 novembre 1964 - 19 giugno 1981 dimesso)
- Ambrogio Ravasi, I.M.C. † (19 giugno 1981 - 25 novembre 2006 ritirato)
- Peter Kihara Kariuki, I.M.C., dal 25 novembre 2006

## Statistiche
La diocesi nel 2021 su una popolazione di 471.740 persone contava 62.440 battezzati, corrispondenti al 13,2% del totale.
| anno | popolazione | popolazione | popolazione | presbiteri | presbiteri | presbiteri | presbiteri                | diaconi | religiosi | religiosi | parrocchie |
| anno | battezzati  | totale      | %           | numero     | secolari   | regolari   | battezzati per presbitero | diaconi | uomini    | donne     | parrocchie |
| ---- | ----------- | ----------- | ----------- | ---------- | ---------- | ---------- | ------------------------- | ------- | --------- | --------- | ---------- |
| 1969 | 615         | 180.000     | 0,3         | 49         | 27         | 22         | 12                        |         | 24        | 30        | 12         |
| 1980 | 7.385       | 206.000     | 3,6         | 33         | 9          | 24         | 223                       |         | 26        | 46        | 12         |
| 1990 | 26.385      | 241.227     | 10,9        | 44         | 10         | 34         | 599                       |         | 38        | 61        | 16         |
| 1999 | 45.250      | 368.200     | 12,3        | 50         | 18         | 32         | 905                       |         | 44        | 73        | 20         |
| 2000 | 46.150      | 371.150     | 12,4        | 50         | 16         | 34         | 923                       |         | 44        | 81        | 20         |
| 2001 | 20.000      | 174.957     | 11,4        | 24         | 11         | 13         | 833                       |         | 17        | 29        | 10         |
| 2002 | 19.921      | 192.197     | 10,4        | 25         | 11         | 14         | 796                       |         | 24        | 30        | 10         |
| 2003 | 21.370      | 197.320     | 10,8        | 23         | 10         | 13         | 929                       |         | 20        | 26        | 10         |
| 2004 | 22.100      | 201.266     | 11,0        | 22         | 11         | 11         | 1.004                     |         | 23        | 29        | 10         |
| 2013 | 32.727      | 254.000     | 12,9        | 23         | 14         | 9          | 1.422                     |         | 14        | 37        | 11         |
| 2016 | 45.579      | 386.342     | 11,8        | 33         | 20         | 13         | 1.381                     |         | 16        | 43        | 13         |
| 2019 | 38.600      | 380.000     | 10,2        | 37         | 24         | 13         | 1.043                     |         | 17        | 42        | 15         |
| 2021 | 62.440      | 471.740     | 13,2        | 37         | 24         | 13         | 1.687                     |         | 17        | 39        | 17         |